# Ischnothyreus aculeatus
Ischnothyreus aculeatus är en spindelart som först beskrevs av Simon 1893.  Ischnothyreus aculeatus ingår i släktet Ischnothyreus och familjen dansspindlar. Inga underarter finns listade i Catalogue of Life.